# Sebastian Kehl
Sebastian Kehl (ur. 13 lutego 1980 w Fuldzie) – niemiecki piłkarz, który występował na pozycji obrońcy lub pomocnika. W latach 2001–2006 reprezentant Niemiec. Srebrny medalista Mistrzostw Świata 2002 oraz brązowy medalista Mistrzostw Świata 2006.
23 marca podpisał swój ostatni kontrakt z Borussią Dortmund ogłaszając jednocześnie zakończenie kariery sportowej w 2015 roku.

## Kariera klubowa
Kehl jest wychowankiem klubu SV Lahrbach. W wieku 14 lat przeszedł do juniorskiej ekipy Borussii Fulda. W 1998 roku przeszedł do drugoligowego Hannoveru 96. W jego barwach zadebiutował 10 sierpnia 1998 w wygranym 1:0 meczu z Arminią Bielefeld. 12 kwietnia 1999 w wygranym 2:0 pojedynku z FC St. Pauli Kehl strzelił pierwszego gola w ligowej karierze. W Hannoverze Kehl spędził dwa sezony. W sumie rozegrał tam 32 ligowe spotkania i zdobył 2 bramki.
Latem 2000 roku odszedł do pierwszoligowego SC Freiburg. W Bundeslidze pierwszy występ zanotował 12 sierpnia 2000 w wygranym 4:0 meczu z VfB Stuttgart. Od czasu debiutu we Freiburgu, Kehl był jego podstawowym graczem. 12 grudnia 2000 w wygranym 2:1 spotkaniu z VfL Wolfsburg zdobył pierwszą bramkę w trakcie gry w ekstraklasie. We Freiburgu Kehl spędził półtora roku. Łącznie zagrał tam w 40 ligowych meczach i strzelił 4 gole.
W styczniu 2002 roku podpisał kontrakt z innym pierwszoligowcem - Borussią Dortmund. W tym klubie zadebiutował 27 stycznia 2002 w wygranym 3:1 meczu z Herthą Berlin. W sezonie 2001/2002 zdobył z klubem mistrzostwo Niemiec. Jego klub wystąpił także w finale Pucharu UEFA, ale przegrał 2:3 z Feyenoordem. W 2003 roku Kehl zagrał z klubem w finale Puchar Ligi Niemieckiej, jednak uległ tam z nim 2:4 Hamburgerowi SV. 11 sierpnia 2006 w przegranym 1:2 ligowym meczu z Bayernem Monachium Kehl doznał kontuzji, która wykluczyła go z gry do na ponad pół roku. Pierwsze spotkanie po wyleczeniu kontuzji rozegrał 4 lutego 2007. W sezonie 2007/2008 zagrał z Borussią w finale Pucharu Niemiec, jednak uległ tam z nią po dogrywce 1:2 Bayernowi Monachium.

### Kariera reprezentacyjna
W latach 1999–2001 Kehl rozegrał 11 spotkań w reprezentacji Niemiec U-21. W kadrze seniorskiej zadebiutował 29 maja 2001 w wygranym 2:0 towarzyskim meczu ze Słowacją. 15 sierpnia 2001 w wygranym 5:2 towarzyskim pojedynku z Paragwajem strzelił pierwszego gola w trakcie gry dla drużyny narodowej.
W 2002 roku został powołany do kadry na Mistrzostwa Świata. Na tym turnieju zagrał dwa razy, a jego reprezentacja dotarła do finału, gdzie została pokonana 2:0 przez Brazylię. Był uczestnikiem Mistrzostw Europy w 2004 roku. Na tamtym Euro nie rozegrał żadnego spotkania, a Niemcy odpadli z niego po fazie grupowej. W 2006 roku znalazł się w kadrze na Mistrzostwa Świata 2006. Na tamtym turnieju wystąpił cztery razy, a jego reprezentacja zajęła na nim trzecie miejsce.

## Odznaczenia
- Srebrny Liść Laurowy (2002, 2006)[1]
- Order Zasługi Hesji II klasy (2020)[2]